# 1503 en arts plastiques
| Années des arts plastiques : 1500 - 1501 - 1502 - 1503 - 1504 - 1505 - 1506    |
| Décennies des arts plastiques : 1470 - 1480 - 1490 - 1500 - 1510 - 1520 - 1530 |

Cette page concerne l'année 1503 en arts plastiques.

## Œuvres
- Léonard De Vinci - La Joconde (1503-1507)

## Naissances
- 11 janvier : Francesco Mazzola, dit le Parmesan, peintre et aquafortiste italien à Parme († 24 août 1540),
- 18 mai : Michele Tosini, peintre maniériste italien († 7 novembre 1577),
- 17 novembre : Bronzino (Agnolo di Cosimo), peintre italien († 23 novembre 1572),
- ? :
  - Pedro de Campaña, peintre, architecte, sculpteur et mathématicien belge († 1586),
  - Giovanni Battista Mantuano, peintre maniériste italien et graveur de la Renaissance († 29 décembre 1575),
  - Paul Dax, lansquenet, artiste peintre, peintre verrier et cartographe originaire du Tyrol († vers 1561),
- Vers 1503 :
- Jean Cousin l'Ancien, peintre, dessinateur, décorateur et graveur français († vers 1560).